# 古川孝順
古川 孝順（ふるかわ こうじゅん、1942年 - ）は、日本の社会福祉学者。長野大学社会福祉学部教授。

## 人物
佐賀県出身。日本社会事業大学社会福祉学部児童福祉学科卒業。東京都立大学大学院人文科学研究科修士課程修了。博士(社会福祉学)・日本女子大学（論文タイトルは『社会福祉学序説』）。元日本社会福祉学会会長。児童福祉から研究を始めるが、その後、社会福祉の歴史・社会福祉学理論研究へとテーマをシフトしていく。

## 来歴
- 1967年　熊本短期大学専任講師
- 1971年　日本社会事業大学専任講師
- 1982年　日本社会事業大学教授
- 1991年　東洋大学社会学部教授
- 2005年　東洋大学ライフデザイン学部教授
- 2012年　西九州大学健康福祉学部教授
- 2019年　長野大学　学長特別補佐
- 2021年　長野大学教授

## 著書

### 単著
- 『子どもの権利 イギリス・アメリカ・日本の福祉政策史から』 （有斐閣、1982年4月） ISBN 4-641-02256-9
- 『児童福祉改革 その方向と課題』 （誠信書房、1991年10月） ISBN 4-414-60313-7
- 『社会福祉論』 （有斐閣、1993年） ISBN 4-641-05949-7
- 『社会福祉学序説』 （有斐閣、1994年3月） ISBN 4-641-07571-9
- 『社会福祉改革 そのスタンスと理論』 （誠信書房、1995年6月） ISBN 4-414-60319-6
- 『社会福祉のパラダイム転換 政策と理論』 （有斐閣、1997年4月） ISBN 4-641-07593-X
- 『社会福祉基礎構造改革 その課題と展望』 （誠信書房、1998年11月） ISBN 4-414-60325-0
- 『社会福祉の運営 組織と過程』 （有斐閣、2001年4月） ISBN 4-641-07641-3
- 『OD版 社会福祉学序説』 （有斐閣、2002年2月） ISBN 4-641-90170-8
- 『社会福祉学』 （誠信書房、2002年2月） ISBN 4-414-60130-4
- 『社会福祉原論』 （誠信書房、2003年4月） ISBN 4-414-60133-9
- 『社会福祉学の方法 アイデンティティの探求』 （有斐閣、2004年10月） ISBN 4-641-07691-X
- 『社会福祉原論 第2版』 （誠信書房、2005年1月） ISBN 4-414-60135-5
- 『福祉ってなんだ』 （岩波書店、2008年1月） ISBN 978-4-00-500583-3
- 『社会福祉研究の新地平』 （有斐閣、2008年12月） ISBN 978-4-641-17354-5

### 共著
- （岩崎晋也、稲沢公一、児島亜紀子） 『援助するということ 社会福祉実践を支える価値規範を問う』 （有斐閣、2002年6月） ISBN 4-641-07654-5

### 編著
- （浜野一郎、松矢勝宏）『児童福祉の成立と展開 その特質と戦後日本の児童問題』 （川島書店、1975年）
- 『社会福祉供給システムのパラダイム転換』 （誠信書房、1992年3月） ISBN 4-414-60114-2
- （三本松政之、庄司洋子）『社会福祉施設 地域社会コンフリクト ソーシャル・リサーチ・シリーズ 1』 （誠信書房、1993年3月） ISBN 4-414-60116-9
- （社本修、松原一郎） 『社会福祉概論 これからの社会福祉 1』 （有斐閣、1995年10月） ISBN 4-641-07177-2
- （奥田いさよ、佐藤豊道） 『介護福祉 これからの社会福祉 10』 （有斐閣、1996年3月） ISBN 4-641-07186-1
- （定藤丈弘、川村佐和子） 『社会福祉士・介護福祉士のための用語集』 （誠信書房、1997年6月） ISBN 4-414-60521-0
- 『社会福祉 21世紀のパラダイム 1 理論と政策』 （誠信書房、1998年10月） ISBN 4-414-60124-X
- 『社会福祉 21世紀のパラダイム 2 方法と技術』 （誠信書房、1999年5月） ISBN 4-414-60125-8
- （定藤丈弘、川村佐和子） 『社会福祉士・介護福祉士のための用語集 増補』 （誠信書房、1999年6月） ISBN 4-414-60522-9
- 『子どもの権利と情報公開 福祉の現場で子どもの権利は守られているか!』 （ミネルヴァ書房、2000年2月） ISBN 4-623-03149-7
- （副田あけみ） 『社会福祉士・精神保健福祉士・ケアマネジャーになるために』 （誠信書房、2000年5月） ISBN 4-414-60851-1
- （白沢政和、川村佐和子） 『社会福祉士・介護福祉士のための用語集』 （誠信書房、2001年5月） ISBN 4-414-60523-7
- （佐藤豊道） 『介護福祉 改訂版』 （有斐閣、2001年5月） ISBN 4-641-07197-7
- （右田紀久恵、高沢武司） 『社会福祉の歴史 政策と運動の展開』 （有斐閣、2001年12月） ISBN 4-641-28058-4
- （秋元美世、副田あけみ） 『現代社会福祉の争点 上 社会福祉の政策と運営』 （中央法規出版、2003年2月） ISBN 4-8058-2318-6
- （秋元美世、副田あけみ） 『現代社会福祉の争点 下 社会福祉の利用と権利』 （中央法規出版、2003年2月） ISBN 4-8058-2319-4
- （白沢政和、川村佐和子） 『社会福祉士・介護福祉士のための用語辞典』 （誠信書房、2004年11月） ISBN 4-414-60524-5
- （内田雄造、小沢温、鈴木哲郎、高橋儀平） 『ライフデザイン学入門』 （誠信書房、2005年4月） ISBN 4-414-60136-3
- （白沢政和、川村佐和子） 『社会福祉士・介護福祉士のための用語辞典 第2版』 （誠信書房、2006年8月） ISBN 4-414-60525-3
- （内田雄造、小沢温、鈴木哲郎、高橋儀平） 『ライフデザイン学入門 第2版』 （誠信書房、2007年4月） ISBN 978-4-414-60142-8
- 『生活支援の社会福祉学』 （有斐閣、2007年7月） ISBN 978-4-641-18352-0
- （田沢あけみ） 『現代の児童福祉』 （有斐閣、2008年11月） ISBN 978-4-641-18369-8

### 監修
- （保岡孝之、吉村英子） 『国際理解っておもしろい! 100年でなにが変わったか? 4 ウイルスの発見からバリアフリーへ 医療と福祉の100年』 （PHP研究所、2001年3月） ISBN 4-569-68274-X

### 訳書
- （著：Toshio Takara、共訳：菅沼隆）『占領期の福祉改革 福祉行政の再編成と福祉専門職の誕生』 （筒井書房、1997年11月） ISBN 4-88720-194-X

## 論文
- 国立情報学研究所収録論文 国立情報学研究所.2010.05.23閲覧。